# Ischnotoma (Ischnotoma) concinna
Ischnotoma (Ischnotoma) concinna is een tweevleugelige uit de familie langpootmuggen (Tipulidae). De soort komt voor in het Neotropisch gebied.